# Cederborg
Cederborg eller Cederborgh är ett namn som burits av flera släkter.

## Adliga släkten Cederborg (nr 1 336)
En utslocknad adelssläkt Cederborg härstammar från länsman Anders Björkman, vars son Jonas Björkman (1645-1700) var justitieborgmästare i Mariestads stad. Han adlades 1695 och introducerades på nummer 1 336, men slöt barnlös själv sin ätt.

## Andra släkter
En annan släkt, historiskt bekant som bruksägare, med namnet härstammar från en Philip Lewensson som invandrat till Sverige och blev far till en smidesmästare vid namn Philip Philipsson (död 1669), vars son Eric Philipsson, som var handlande, troligen grundade familjeförmögenheten. Han levde sina sista år på Kolsva bruk, och inköpte Bohrs bruk i Lindesberg samt Röfors bruk i Medåker. Namnet Cederborg upptogs av dennes son Eric (1697-1778), som var gift med Anna Maria Tersmeden och genom sitt gifte ökade sin förmögenhet avsevärt.
Sonen Nils Reinhold Cederborgh ägde flera bruk i Lindesberg och var far till Eric Reinhold och Fredric Cederborgh. Den senares dotter gifte sig inom bruksägarsläkten Lindberg, och hennes bror Fredrik Reinhold Cederborg var en skriftställare. Den ovan nämnde Eric Reinhold Cederborgh var riksdagsledamot och ärvde faderns andelar i bruken. Ovannämnde Nils Reinhold Cederborgh hade en bror vid namn Hans Philip (1744-1816) vars son på grund av dåliga affärer sålde sina ärvda andelar i bruken till sin kusin Eric Reinhold Cederborgh. Släktens storhet som bruksägare slutade med att Eric Reinhold Cederborgh bara fick ett barn, en dotter, som gifte sig med Carl Johan Sparre, vars söner övertog de Cederborghska bruken.
Namnet Cederborg och Cederborgh är inte unikt för dessa släkter.

## Personer med namnet
- Allan Cederborg
- Artur Cederborgh
- August Cederborg
- Fredric Cederborgh
- Gard Cederborg
- Gucken Cederborg
- Maja Cederborgh
- Nils Reinhold Cederborgh
- Torre Cederborg